# Raiziss és De Palchi műfordítói díj
A  Raiziss és De Palchi műfordítói díj  (angol nevén: Raiziss/de Palchi Translation Awards) az Amerikai Egyesült Államok kimagasló műfordítói teljesítményekért kiosztható irodalmi díja, melyet 1995-ben alapítottak. A díjat az American Academy of Poets (Amerikai Költők Akadémiája) adja át minden évben olyan kimagasló angol nyelvű művekért, melyeket olasz nyelvről fordítottak le. Az irodalmi elismerés mellé 5000 dollár pénzdíj és 20 000 dolláros ösztöndíj is jár.
Az ösztöndíjat azért hozták létre, hogy a kiválasztott amerikai fordító tanulmányait, utazásait támogassák, hogy az minél hatékonyabban tudjon fejlődni. Az első helyezett a római Amerikai Akadémiára  (American Academy in Rome) is felvételt nyer.
A díj szellemének megfelelően csak élő szerzők művei kaphatják meg a díjat. Saját kiadású könyveket nem fogad el a döntőbizottság, akik minden márciusban döntenek a díj sorsa felől.
Sonia Raiziss Giop, költő és műfordító hozta létre azt az alapot, amelyből az irodalmi díj létrejöhetett.
A díjazottak listája megtalálható a következő oldalon.

## Külső hivatkozások
- Angol nyelvű költészeti oldal